# Boccardia wellingtonensis
Boccardia wellingtonensis är en ringmaskart som beskrevs av Read 1975. Boccardia wellingtonensis ingår i släktet Boccardia och familjen Spionidae.
Artens utbredningsområde är havet kring Nya Zeeland. Inga underarter finns listade i Catalogue of Life.